# Eatoniella poutama
Eatoniella poutama is een slakkensoort uit de familie van de Eatoniellidae. De wetenschappelijke naam van de soort is voor het eerst geldig gepubliceerd in 1962 door E. C. Smith.